# القوات الجوية السوفيتية
القوات الجوية السوفيتية (بالروسية: Военно-воздушные силы СССР) حرفيًا «القوات الجوية العسكرية لاتحاد الجمهوريات الاشتراكية السوفياتية»؛ بالأحرف الأولى VVS، يشار إليها أحيانًا باسم «القوات الجوية الحمراء». كانت إحدى قطاعي القوات الجوية في الاتحاد السوفيتي، كان القطاع الجوي الآخر هو قوات الدفاع الجوي السوفيتية.
تأسست القوات الجوية السوفيتية في 24 مايو، 1918، وحملت اسم «أسطول العمال والفلاحين الجوي» وكانت خلفا للقوات الجوية الإمبراطورية الروسية.
واجهت القوات الجوية السوفيتية أكبر اختبار لها خلال الحرب العالمية الثانية. شاركت هذه المجموعات أيضًا في الحرب الكورية، وانحلت مع تفكك الاتحاد السوفيتي نفسه في عامي ١٩٩١م و١٩٩٢م. وقُسِّمت أصول القوات الجوية السوفيتية السابقة لاحقًا إلى عدة قوات جوية تابعة لجمهوريات سوفيتية سابقة، بما في ذلك القوات الجوية الروسية الجديدة.
كان للقوات الجوية السوفيتية نشيد رسمي، أُلف ونُشر في ربيع 1923، وضعت ألحانه يوليا أبراموفيتش، وكلماته تأليف «بول دافيدوفيتش هيرمان».

## تاريخ
كان أول فرع للطيران العسكري في روسيا هو "خدمة الطيران الإمبراطورية الروسية" (تأسست عام 1912م)، والتي حُلّت عام 1917 بعد الثورة البلشفية والحرب الأهلية. انضم بعض أفرادها إلى الجانب "الأبيض" (المعادي للبلاشفة)، لكنهم لم يتمكنوا من تشكيل قوة جوية منظمة.
في 20 ديسمبر 1917، أسس البلاشفة "اللجنة الروسية لإدارة قوات الطيران للجيش القديم" بقيادة كونستانتين أكاشيف، والتي تحولت لاحقًا إلى "أسطول الجو الأحمر للعمال والفلاحين" (Glavvozduhflot) في 24 مايو 1918م. ورث البلاشفة حوالي 300 طائرة فقط من أصل 1300 طائرة كانت تابعة للطيران القيصري، حيث كانت معظم الطائرات مدعومة من دول مؤيدة للبيض. تم منح 216 طيارًا وسام "الراية الحمراء" لشجاعتهم في الحرب الأهلية، والتي انتهت بانتصار البلاشفة عام 1922م.
في 28 مارس 1924م، أصبحت القوة الجوية تعرف باسم "مديرية قوات الطيران السوفيتية"، ثم "مديرية قوات الطيران للجيش الأحمر" عام 1925م. وخلال الثلاثينيات، قاد الجنرال ياكوف ألكسنس (الذي أُعدم لاحقًا خلال التطهير الكبير) جهود التحديث والتوسع في إنتاج الطائرات، مثل المقاتلات "بوليكاربوف I-15 وI-16" والقاذفات "توبوليف SB وإليوشن DB-3".

### الحرب الأهلية الأسبانية
شكلت الحرب الأهلية الإسبانية (1936-1939) أول اختبار عملي للقوات الجوية السوفيتية (VVS) في ساحة المعركة الدولية، حيث واجهت أحدث الطائرات السوفيتية نظيرتها الألمانية في صراع جوي شرس. في البداية، أظهرت المقاتلة السوفيتية "بوليكاربوف I-16" تفوقًا واضحًا على جميع الطائرات الألمانية والإسبانية القومية، وحققت تفوقًا جويًا مؤقتًا في عدة معارك. ولكن مع ذلك، فشل السوفييت في تزويد حلفائهم الجمهوريين بأعداد كافية من هذه الطائرات المتطورة، بينما تلقى خصومهم القوميون دعمًا متزايدًا من ألمانيا النازية وإيطاليا الفاشية، بما في ذلك إرسال فيلق كوندور الألماني ومقاتلات "ميسرشميت Bf 109" المتطورة التي غيرت موازين القوى الجوية. بحلول عام 1939م، سيطر القوميون تمامًا على المجال الجوي، مما أدى إلى هزيمة الجمهوريين وتأسيس نظام فرانكو الذي دام 40 عامًا. في أعقاب هذه التجربة، أعاد السوفييت تنظيم قواتهم الجوية في 19 نوفمبر 1939 تحت اسم "الإدارة الرئيسية لسلاح الجو في الجيش الأحمر"، في محاولة لمعالجة الدروس المستفادة من هذه الهزيمة.

### الحرب العالمية الثانية
عند اندلاع الحرب العالمية الثانية، لم تكن القوات الجوية السوفيتية جاهزة لخوض حرب حديثة، حيث اعترف ستالين نفسه بأن الصناعة السوفيتية كانت متأخرة عن الغرب بفارق 50 إلى 100 عام. وعلى الرغم من ذلك، شهدت السنوات اللاحقة قفزة هائلة في الإنتاج، حيث وصل عدد الطائرات المصنعة سنوياً إلى 40,241 طائرة في عام 1944م، بإجمالي 157,261 طائرة أنتجت خلال الحرب، منها 125,655 طائرة قتالية. تألفت القوات الجوية عند بداية الحرب من عِدة أقسام رئيسية تشمل قاذفات القنابل بعيدة المدى، والطيران الأمامي المرتبط بجبهات القتال، وطيران الجيش، وقوات الطيران، وجميعها كانت تابعة للإدارة الرئيسية لسلاح الجو التابعة للجنة الدفاع الوطني.

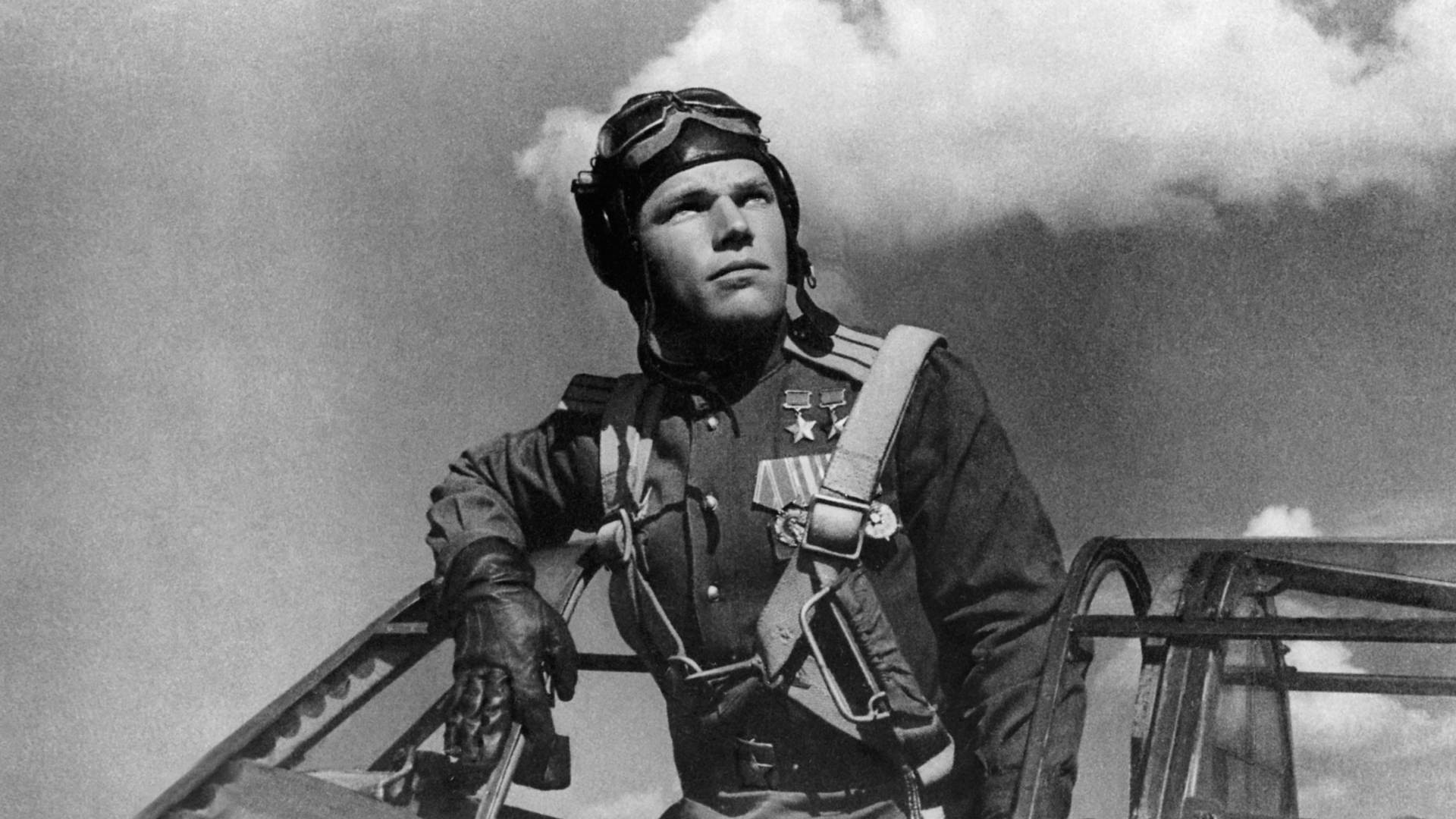
الطيار «إيفان كوزيدوب» خلال الحرب العالمية الثانية.

عانت القوات الجوية السوفيتية من خسائر فادحة في الأشهر الأولى من الغزو الألماني، حيث دمرت اللوفتفافي (القوات الجوية الألمانية) حوالي 2000 طائرة سوفيتية، معظمها على الأرض، بسبب نقص الخبرة لدى الطيارين وطواقم الدعم الأرضي، وعدم تفريق الطائرات بشكل كافٍ في المطارات، والتقدم السريع للقوات الألمانية خلال عملية بارباروسا. ومع هذا، تمكن السوفييت من التعافي بفضل طائرتين رئيسيتين: طائرة الهجوم الأرضي المدرعة "إليوشن إل-2 شتورموفيك" التي أصبحت أكثر الطائرات العسكرية إنتاجاً في التاريخ (36,183 وحدة)، وسلسلة مقاتلات "ياكوفليف" (ياك-1، ياك-3، ياك-7، ياك-9) التي بلغ إنتاجها 36,716 وِحدة. شكل هذان النوعان معاً نصف قوة القوات الجوية السوفيتية خلال معظم سنوات الحرب، حيث تطورت مقاتلات ياكوفليف لتفوق نظيرتها الألمانية ميسرشمت Bf 109، وخاصةً الطراز ياك-3 الذي تفوق على المقاتلات الألمانية بحلول عام 1944م. كما لعبت مقاتلات "لافوتشكين" (خاصةً لا-5)، وقاذفات "بيلياكوف بي-2" ذات المحركين، والقاذفة المتوسطة "إليوشن إل-4" أدواراً مهمة في المعارك الجوية. تميزت بعض الوحدات مثل فوج قاذفات الحرس الرابع (المسلح بـبي-2) بأداء بطولي، حيث منح لقب "الحرس" تقديراً لأعماله الدفاعية والهجومية على جبهة لينينغراد خلال شتاء 1941م.

###### المرأة
كانت القوات الجوية السوفيتية الوحيدة بين مقاتلي الحرب العالمية الثانية التي أطلقت برنامجًا لضم النساء ذوات التدريب على الطيران إلى مجموعات القتال الجوي. استخدمت مارينا راسكوفا، وهي واحدة من النساء القلائل جدًا في فوج الطيران النسائي السوفيتي قبل الحرب، نفوذها لدى ستالين لتشكيل ثلاثة أفواج جوية نسائية بالكامل: فوج الطيران المقاتل رقم 586، وفوج الطيران القاذف رقم 587، وفوج الطيران القاذف الليلي رقم 588 (المعروف أيضًا باسم "ساحرات الليل"). كانت النساء يقدن طائرات ثقيلة لدرجة أنه في بعض الأحيان كان يتعين على اثنتين منهن التراجع على عصا التحكم عند الإقلاع.
تم تكريم الوحدتين الأخيرتين من القوات الجوية بإعادة تسميتهما بوحدات الحرس ،وهي وحدات النخبة. إلى جانب الأفواج الثلاثة الرسمية، خدمت النساء السوفيتيات بشكل فردي أحيانًا جنبًا إلى جنب مع الطيارين في مجموعات كانت في العادة مقتصرة على الرجال. شكلت الطيارات والملاحات والمدفعيات والميكانيكيات وأخصائيات التسليح وغيرهن من الموظفات الأرضيات أكثر من 3,000 عضوة في فوج الطيران النسائي السوفيتي. قامت النساء الطيارات بتنفيذ 24 ألف طلعة جوية.

### الحرب الباردة
في الفترة ما بين 1945-1946م، تحولت قوات الطيران التابعة للجيش الأحمر إلى القوات الجوية السوفيتية من جديد، حيث شهدت تعزيزاً لقدراتها بفضل نقل التكنولوجيا الغربية، بما في ذلك استعادة قاذفات «بوينغ بي-29 سوبر فورترس» التي سقطت في الشرق الأقصى، ونقل محركات «رولز رويس نيني» النفاثة البريطانية. وأصبحت القوات الجوية واحدة من أفضل أفرع القوات المسلحة السوفيتية بفضل تنوع طائراتها وقدراتها وخبرة طياريها. في عام 1949م، أصبح جناح الدفاع الجوي مكوناً مستقلاً، ثم تحول إلى قوة كاملة عام 1954م تحت مسمى «قوات الدفاع الجوي السوفيتي».
خلال الحرب الباردة، خضعت القوات الجوية السوفيتية لإعادة تسليح وتحديث، وتبنت عقائد جوية متطورة. وبلغت ذروة قوتها عام 1980م بحوالي 10,000 طائرة، مما جعلها أكبر قوة جوية في العالم آنذاك. كما شاركت القوات الجوية السوفيتية سراً في الحرب الكورية، حيث قامت 12 فرقة مقاتلة تضم 26,000 طيار بمواجهة القوات الجوية الأمريكية والحلفاء، متسببة في خسائر كبيرة. ولإبقاء مشاركتها سراً، أمر ستالين طياري الميج-15 السوفيت بارتداء الزي الصيني واستخدام علامات القوات الجوية الشعبية الكورية والصينية، والتحدث باللغة الصينية فقط عبر الراديو.
شهد عام 1977م إعادة تنظيم للقوات الجوية وقوات الدفاع الجوي في دول البلطيق ومنطقة لينينغراد كتجربة أولى لإعادة التنظيم الشاملة عام 1980م. ونقلت جميع وحدات المقاتلات إلى القوات الجوية، بينما احتفظت قوات الدفاع الجوي بوحدات الصواريخ والرادار فقط.
تألفت القوات الجوية السوفيتية خلال الحرب الباردة من ثلاثة فروع رئيسية: "طيران المدى البعيد" (للقيام بمهام القصف الاستراتيجي)، و"الطيران الأمامي" (للمهام القتالية القريبة)، و"طيران النقل العسكري". بينما كانت قوات الدفاع الجوي (المسؤولة عن المقاتلات الاعتراضية والصواريخ) وطيران البحرية خدمتين منفصلتين. واحتفالاً بيوم الطيران السوفيتي، كانت تقام عروض جوية سنوية في مطار توشينو بموسكو لعرض التطورات التقنية للقوة الجوية.

## صور

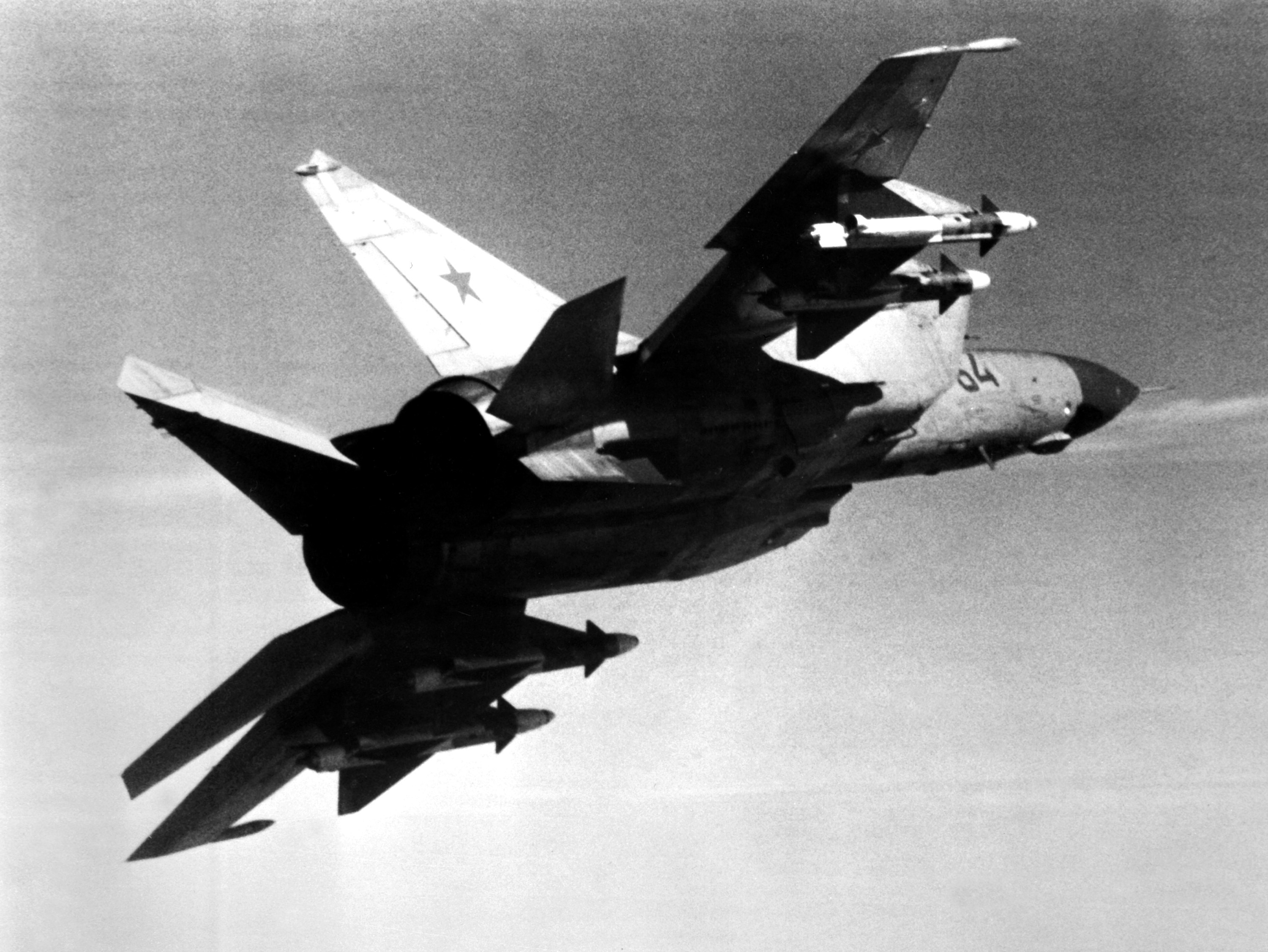
منظر خلفي لطائرة ميج-25 سوفيتية تحمل أربعة صواريخ AA-6 Acrid.
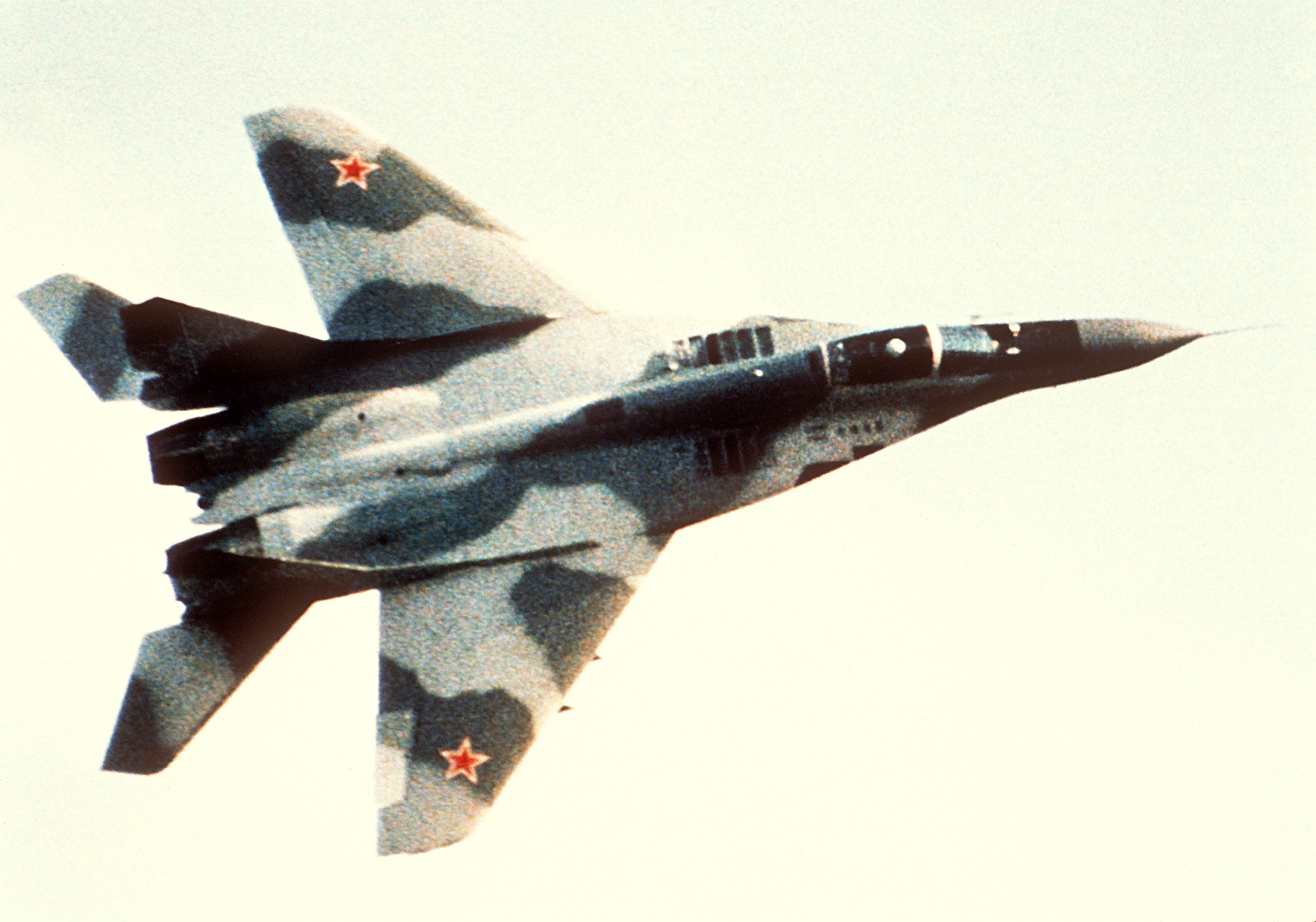
ميج ٢٩
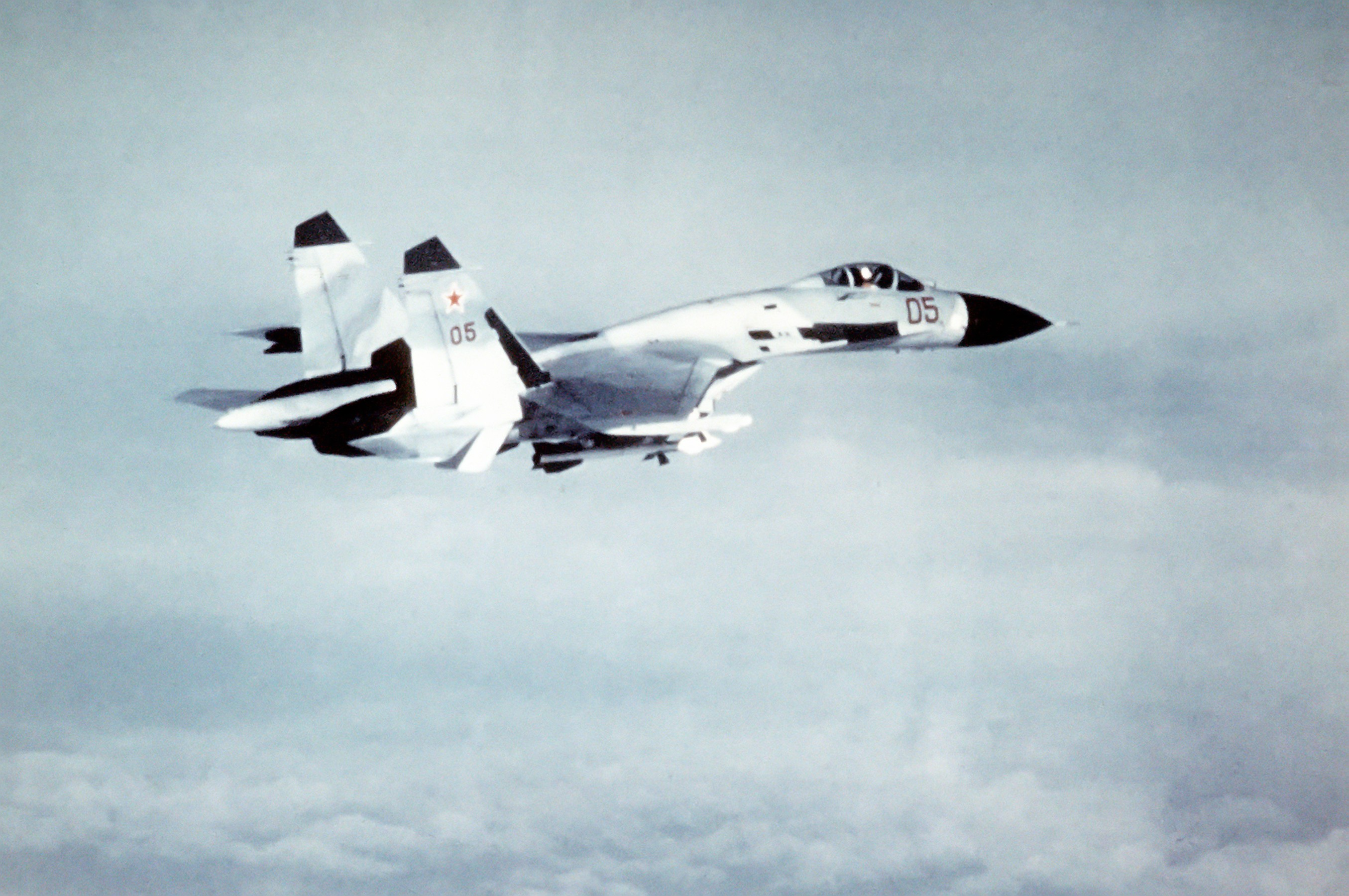
سوخوي ٢٧
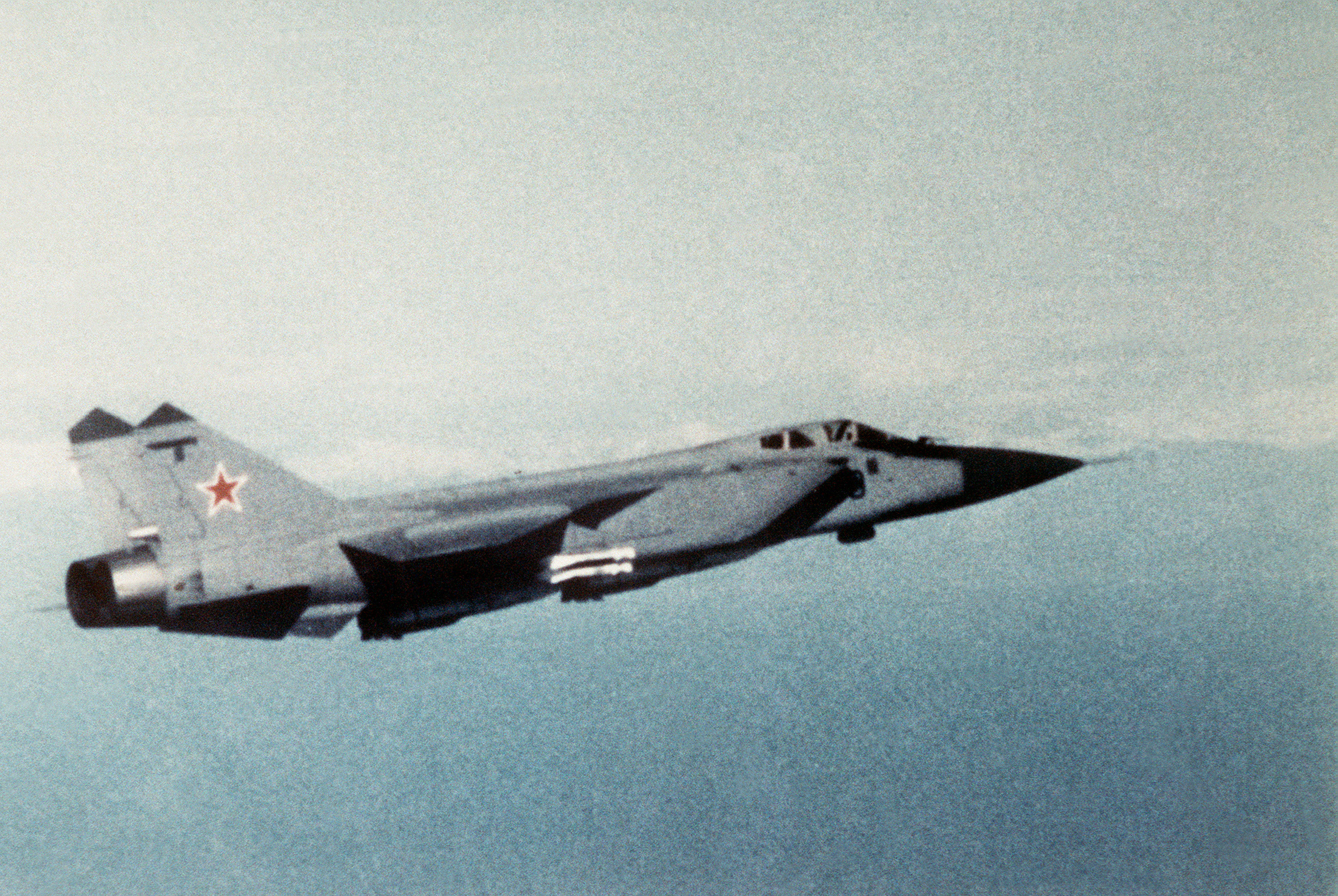
ميج ٣١
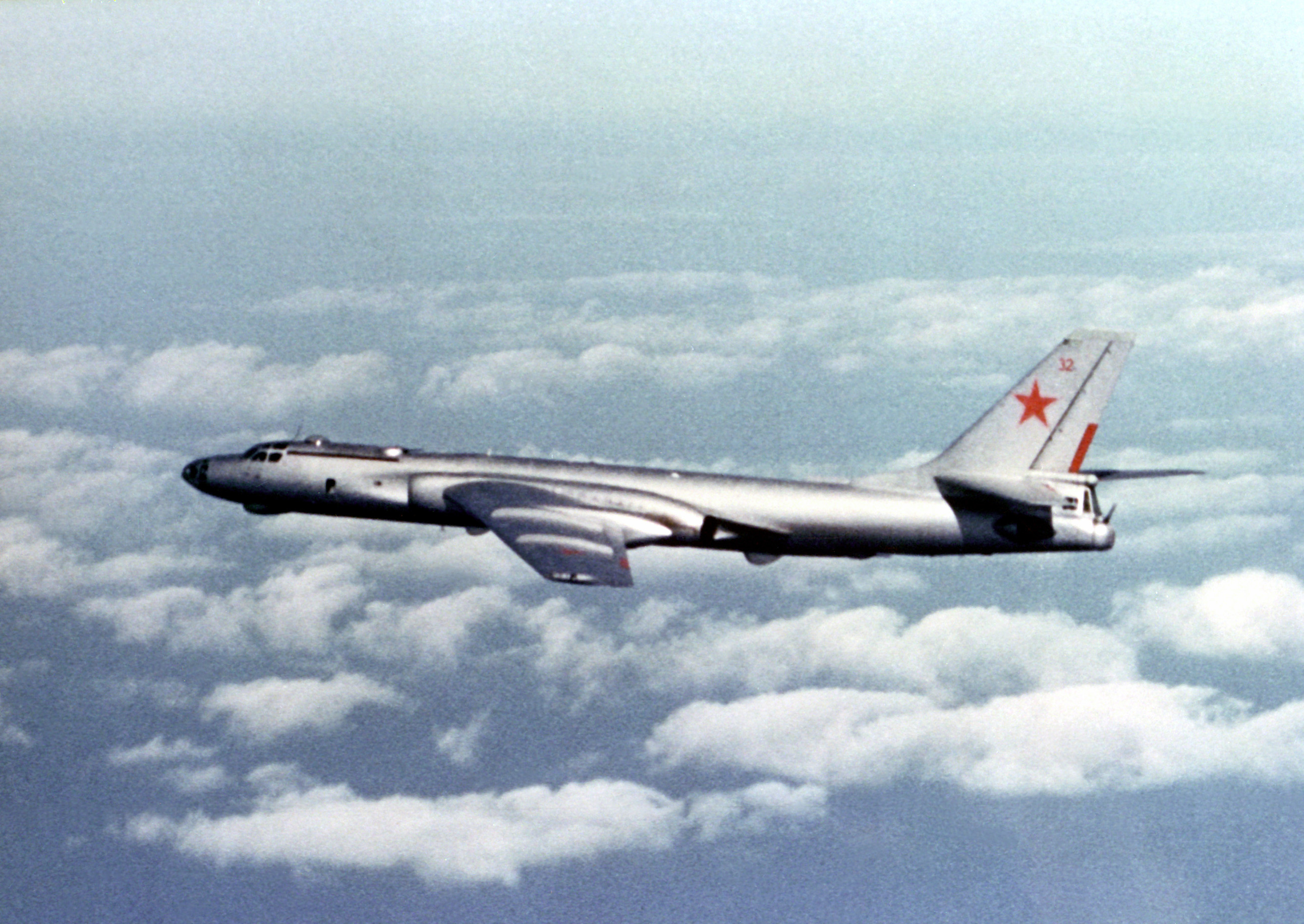
توبوليف تو-16
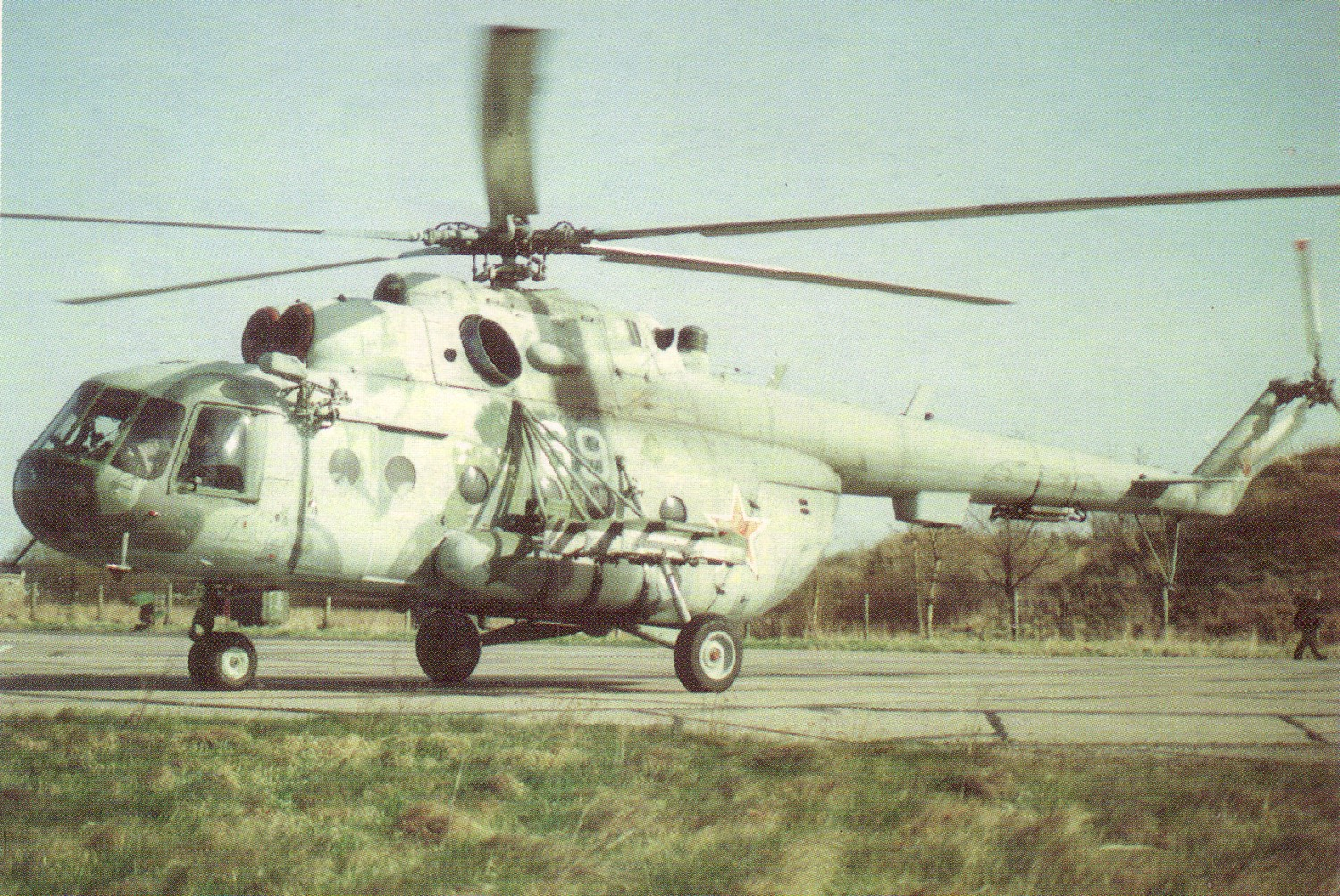
ميل مي-8